# Cavernularia dayi
Cavernularia dayi är en korallart som beskrevs av Tixier-Durivault 1954. Cavernularia dayi ingår i släktet Cavernularia och familjen Veretillidae. Inga underarter finns listade i Catalogue of Life.